# جیزس می‌غلتاند
جیزس می‌غلتاند (به انگلیسی: The Jesus Rolls) فیلمی محصول سال ۲۰۲۰ و به کارگردانی جان تورتورو است. در این فیلم بازیگرانی همچون جان تورتورو، بابی کاناوله، اودره توتو، کریستوفر واکن، جان هم، پیت دیویدسون، سوزان ساراندون، سونیا براگا، جی. بی اسموو، تیم بلیک نلسون، گلوریا روبن، مایکل بادالوکو و نیکلا ریس ایفای نقش کرده‌اند.
این فیلم بازسازی فیلم فرانسوی مکان رفتن و همچنین یک اسپین‌آف از فیلم لبوفسکی بزرگ اثر برادران کوئن است.